# معادلات جيفمنكو
معادلات جيفمنكو في الكهرومغناطيسية،
هي معادلات فيزيائية لوصف الحقل الكهربائي والحقل المغناطيسي الناتجان عن توزع الشحنات الكهربائية والتيار الكهربائي في الفضاء، والتي تأخذ في عين الأعتبار الكمونات المتأخرة (الزمن المتأخر) بسبب السرعة المحدودة لأنتقال الأخبار من المنبع إلى نقطة قياس الحقل مقارنة بسرعة الضوء، لذلك تم وضعها بالأعتماد على حلول معادلة ماكسويل لأنتشار الحقول بعد أدخال تأثير الأزمنة المتأخرة.

## المعادلات

### الحقول الكهربائية والمغناطيسية

متجهات الموضع r و r 'المستخدمة في الحساب

تعطي معادلات جيفيمنكو الحقل الكهربائي والحقل المغناطيسي الناتج عن توزع معين للشحنات الكهربائية أو التيارات حيث كثافة الشحنة ρ وكثافة التيار J 
{\displaystyle \mathbf {E} (\mathbf {r} ,t)={\frac {1}{4\pi \epsilon _{0}}}\int \left[\left({\frac {\rho (\mathbf {r} ',t_{r})}{|\mathbf {r} -\mathbf {r} '|^{3}}}+{\frac {1}{|\mathbf {r} -\mathbf {r} '|^{2}c}}{\frac {\partial \rho (\mathbf {r} ',t_{r})}{\partial t}}\right)(\mathbf {r} -\mathbf {r} ')-{\frac {1}{|\mathbf {r} -\mathbf {r} '|c^{2}}}{\frac {\partial \mathbf {J} (\mathbf {r} ',t_{r})}{\partial t}}\right]\mathrm {d} ^{3}\mathbf {r} ',}
{\displaystyle \mathbf {B} (\mathbf {r} ,t)={\frac {\mu _{0}}{4\pi }}\int \left[{\frac {\mathbf {J} (\mathbf {r} ',t_{r})}{|\mathbf {r} -\mathbf {r} '|^{3}}}+{\frac {1}{|\mathbf {r} -\mathbf {r} '|^{2}c}}{\frac {\partial \mathbf {J} (\mathbf {r} ',t_{r})}{\partial t}}\right]\times (\mathbf {r} -\mathbf {r} ')\,\mathrm {d} ^{3}\mathbf {r} ',}
حيث 'r هو موضع توزع الشحنات، وr هو موضع قياس الحقل.
{\displaystyle t_{r}=t-{\frac {|\mathbf {r} -\mathbf {r} '|}{c}}}
في الزمن المتأخر [الإنجليزية]، هناك معادلات مماثلة ل D و H 
هذه المعادلات هي التعميم المعتمد على الزمن لقانوني كولوم وبيوت سافارت، والتي كانت في الأصل صحيحة فقط للحقول المغناطيسية والكهربائية الساكنة.